# Улица Николая Сироткина
Улица Николая Сироткина — улица, расположенная в Новомосковском административном округе города Москвы на территории района Щербинка (в деревне Захарьино). Улица отходит на восток от Варшавского шоссе и заканчивается на улице Маршала Савицкого.

## Название и история
Улица была образована в середине 1980-х годов. Ранее это была шоссейная дорога, ведущая в деревню Захарьино. Улица получила название Шоссейной 10 мая 1988 года. В 2012 году для устранения одноимённости было решено переименовать улицу (другая Шоссейная улица есть в районе Печатники). 9 октября 2012 года улица была переименована в память о Николае Евграфовиче Сироткине (1842—1920), настоятеле храма иконы Божией Матери «Знамение» в Захарьине, расположенном на этой улице. Переименование поддержала префектура Юго-Западного округа и патриарх Кирилл.
В ноябре 2020 года улица была продлена за счёт Проектируемых проездов № 734, 831 и 6420 до улицы Маршала Савицкого. До улицы Брусилова застроена малоэтажными жилыми домами.

## Достопримечательности
- д. 28 А — Храм иконы Божией Матери «Знамение» в Захарьине;
- Захарьинское кладбище;
- Захарьинские пруды.

## Транспорт
В 1,3 км к северо-западу от улицы расположена станция Щербинка Курского направления МЖД.